# Chokkanapalli, Srinivaspur
Chokkanapalli là một làng thuộc tehsil Srinivaspur, huyện Kolar, bang Karnataka, Ấn Độ.